# Ernő Rubik

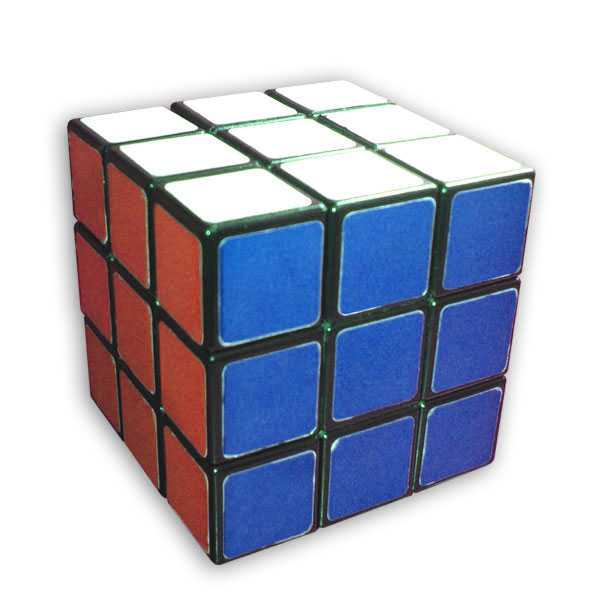
Cub de Rubik resolt

Ernő Rubik (Budapest, 13 de juliol 1944) és escultor, arquitecte i dissenyador de l'Escola d'Arts Comercials de Budapest. També és autor del mundialment conegut Cub de Rubik, premiat amb el Spiel des Jahres (El joc de l'any) el 1980, però no és l'únic trencaclosques mecànic inventat per ell. Igualment ho són la Serp de Rubik, el Rubik's Magic o, el més recent, el Rubik 360.
El 1962 va iniciar els seus estudis d'arquitectura a la Universitat de tecnologia de Budapest i es llicencià el 1967. Continuà amb la seva formació en arquitectura i disseny a l'Acadèmia Hongaresa d'Arts Aplicades. En acabar els seus estudis el 1971, Rubik va començar a treballar com a professor d'arquitectura a la Universitat d'Arts i Disseny Moholy-Nagy. Va ser allà on, el 1974, va dissenyar el primer prototip del que després seria el Cub de Rubik, que en principi tan sols era una eina per a treballar amb els seus estudiants. A principis dels anys 80, el Cub de Rubik va començar a comercialitzar-se arreu del món. Al llarg d'aquella dècada, Rubik va compaginar la seva tasca de docent amb el desenvolupament de nous jocs. El 1990 fou nomenat president de l'Acadèmia Hongaresa d'Enginyeria. El seu darrer joc, conegut com a Rubik 360, va sortir al mercat en 2009.